# Amanda Lepore
Amanda Lepore (Cedar Grove, Nova Jersey, 21 de novembre de 1967) és una model, empresària i icona trans estatunidenca.
Coneguda pels seus treballs en la moda, com a model, com a convidada en festes i per les seves habilitats en el món dels negocis. Va ser la imatge publicitària per a Heatherette, els cosmètics MAC, els pantalons vaquers de Mego, Swatch i d'altres. La companyia de moda Heatherette ha fet servir la imatge de Lepore en moltes de les seves peces i l'ha triat contínuament per a desfilar en diverses passarel·les (estiu 2002, 2005, i hivern 2005). Va actuar en la pel·lícula Party monster, dirigida per Fenton Bailey i Randy Barbato, també va participar en la pel·lícula "Another Gai Sequel".

## Característiques
És la musa del fotògraf estatunidenc David LaChapelle. També ha estat inclosa en nombroses campanyes publicitàries per a Armani, Versace, MTV i moltes més. Va participar en la seva exhibició Artists and prostitutes (1985-2005) a Nova York.
Amanda ha explorat diferents projectes musicals amb els productors de Fatal Art Syndicate. El seu primer senzill, «Deeper», és una cançó de trance-dance escrita per Lady Bunny, una drag queen i presentadora de Wigstock. Altres cançons disponibles són «Champagne» i «My hair looks fierce. També ha col·laborat amb la drag queen guanyadora de la quarta temporada de Rupaul's Drag Race Sharon Needles, en la seva cançó "I wish I were Amanda Lepore".».
Ha llançat a la venda nombrosos articles de marxandatge, com ara el seu propi perfum o la seva pròpia barra de llavis.

## Discografia

### Àlbums d'estudi
- 2011 - I...Amanda Lepore

### EP
- 2005 - Introducing...Amanda Lepore
- 2007 - My Pussy
- 2008 - Fierce Pussy (The Remix album)
- 2010 - Cazwell and Amanda
- 2018 - LEPORE.

## Singles
| Any  | Cançó                      |
| ---- | -------------------------- |
| 2003 | Deeper                     |
| 2006 | I Know What Boys Like      |
| 2009 | Cotton Candy (amb Cazwell) |
| 2009 | My Hair Looks Fierce       |
| 2010 | Marilyn                    |
| 2010 | Get Into It (amb Cazwell)  |
| 2011 | Turn Me Over               |
| 2011 | Doin It My Way             |
| 2012 | Doin It My Way (Remix)     |